# UFC Fight Night: Chiesa vs. Lee
UFC Fight Night: Chiesa vs. Lee (también conocido como UFC Fight Night 112) fue un evento de artes marciales mixtas organizado por Ultimate Fighting Championship. Se llevó a cabo el 25 de junio de 2017 en el Chesapeake Energy Arena, en Oklahoma City, Oklahoma.

## Historia
El evento estelar contó con un combate de peso ligero entre Kevin Lee y Michael Chiesa.
En el evento coestelar se enfrentaron Tim Boetsch y Johny Hendricks.